# Mahszijjat asz-Szajch Ubajd
Mahszijjat asz-Szajch Ubajd – wieś w Syrii, w muhafazie Aleppo, w dystrykcie Manbidż. W 2004 roku liczyła 1226 mieszkańców.